# Binta Diakité
Binta Diakité (* 7. Mai 1985 oder 1988 in Yopougon) ist eine ivorische Fußballnationalspielerin.

## Karriere

### Verein
Diakite begann ihre Karriere in der Jugend des Tigresses de Bouaflé. Im Frühjahr 2001 verließ sie Tigresses de Bouaflé und wechselte zum UFC d’Abobo. Dort spielte sie drei Jahre, bevor sie 2003 beim AS Juventus de Yopougon anheuerte.
Dort trug sie 2005 im Playoff-Finale des Championnat’s mit zwei Toren zum Sieg der Meisterschaft des Juventus de Yopougon bei. Im Juni 2012 kehrte sie ihrer Heimat den Rücken und wechselte zum malischen Verein AS Alliance Niamakoro Bamako.
2019 schloss Diakité sich dem französischen Drittligisten Stade Auxerre an. Von dort holte sie in der Winter-Transferperiode 2021/2022 der Erstdivisionär ASJ Soyaux.

### Nationalmannschaft
Seit 2006 steht sie im Kader für die Ivorische Fußballnationalmannschaft der Frauen.

## Erfolge
- Ivorische Meisterschaft (8×): 2004, 2005, 2006, 2007, 2008, 2009, 2010 und 201?
- Ivorischer Pokalsieger (3×): 2005, 2006, 2007
- Coupe de la Fédération-Sieger (2×): 2004 und 2005